# Le Mansstart

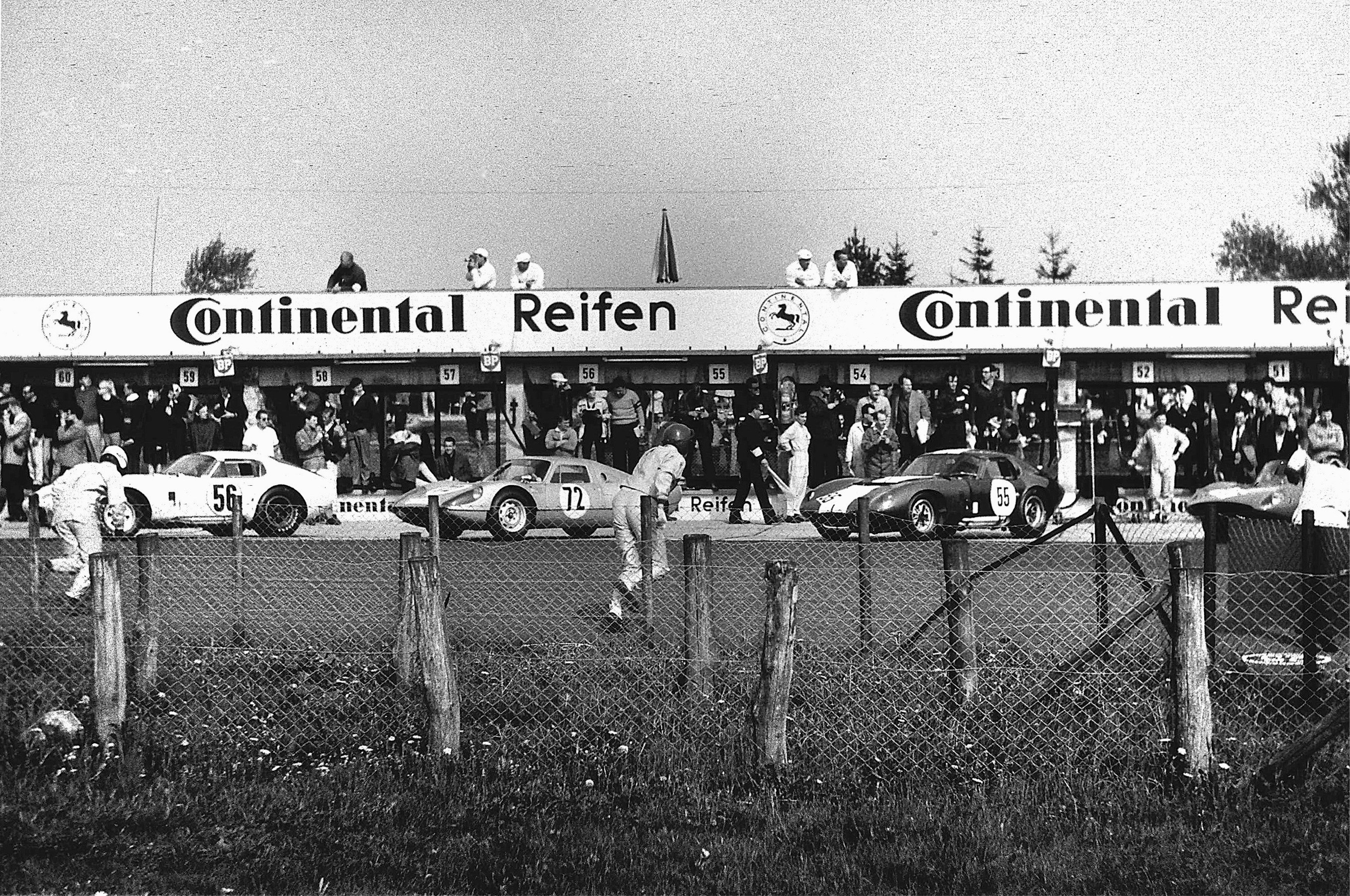
Le Mansstart op de Nürburgring 1965

Een Le Mansstart is een startmethode toegepast in endurancemotorraces en -autoraces waarbij de coureurs eerst naar hun auto's of motoren moeten rennen en daarna zo snel mogelijk wegrijden.
De naam komt van de 24-uurs race van Le Mans. Tot 1970 werd de race gestart door middel van deze startmethode, de rijders renden na het startsignaal naar hun auto's aan de overkant van de weg waarna ze konden beginnen aan de race. Vanaf 1970 werd deze startmethode in Le Mans om veiligheidsredenen afgeschaft.
De Le Mansstart ziet er spectaculair uit, maar vereist wel enige fysieke fitheid van de coureurs. In het verleden moesten motorrijders ook nog een duwstart maken.
Het voordeel van een Le Mansstart is dat het startveld meteen enigszins uit elkaar getrokken wordt, waardoor het in de eerste bochten minder druk is.
Er zijn ook variaties op de Le Mansstart mogelijk: de auto of motor kan al met draaiende motor klaar staan.